# 페터 뷔르거
페터 뷔르거(Peter Bürger, 1936년 12월 6일 ∼ 2017년 8월 11일)는 독일의 문학 교수이다.

## 생애
1936년에 태어나 1955∼1960년에 함부르크대학교와 뮌헨대학교에서 독문학과 프랑스문학 및 철학을 수학했고, 1960∼1964년에 프랑스에서 독일어 강사로 재직했다. 1970년 에를랑겐ᐨ뉘른베르크대학교에서 교수자격을 취득한 뒤 1971년부터 1998년에 은퇴할 때까지 브레멘대학교에서 문예학 및 미학이론 전공 교수로 재직했다. 뷔르거는 은퇴한 뒤에도 연구 활동을 계속하여 최근에 사르트르에 관한 책을 출간하기도 했다. 그의 중심 연구 분야는 미학, 예술철학, 문예학이다. 구체적으로 아방가르드 운동 및 미적 현대, 프랑스 초현실주의, 관념론 미학 비판, 포스트모더니즘, 미술사 방법론 등 다양한 주제에 쏠려 있다. 국내에 ≪전위예술의 새로운 이해≫를 통해 처음 소개된 뷔르거는 지금까지 ≪미학 이론과 문예학 방법론≫, ≪지배자의 사유≫, ≪관념론 미학 비판≫이 번역되어 나왔다.